# Vimartin-sur-Orthe
Vimartin-sur-Orthe is een commune nouvelle in het Franse departement Mayenne in de regio Pays de la Loire. De gemeente telde 1.107 inwoners op 1 januari 2022.
De gemeente werd op 1 januari 2021 gevormd door de fusie van Saint-Martin-de-Connée, Saint-Pierre-sur-Orthe en Vimarcé en maakt deel uit van het arrondissement Mayenne.